# Chrysopa navasi (Lacroix, 1916)
Chrysopa navasi is een insect uit de familie van de gaasvliegen (Chrysopidae), die tot de orde netvleugeligen (Neuroptera) behoort. 
Chrysopa navasi is voor het eerst wetenschappelijk beschreven door Lacroix in 1916. Er is door dezelfde auteur ook een soort met dezelfde naam beschreven in 1913, Chrysopa navasi (Lacroix, 1913), die echter geldt als nomen dubium.